# 게이 포르노그래피

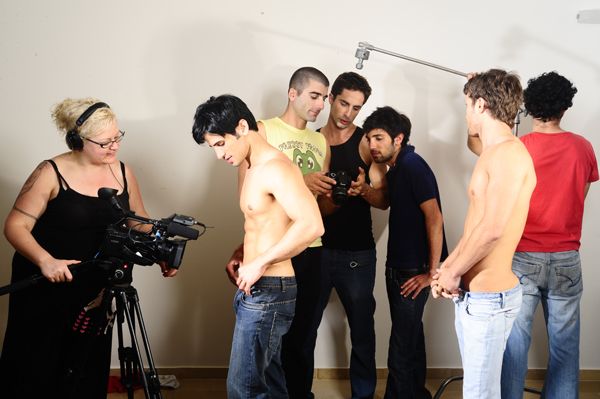
스튜디오에서 게이 포르노를 찍는 모습

게이 포르노그래피(Gay pornography) 또는 게이 포르노(Gay porno)는 여성 배우는 나오지 않고 남성 성인 배우만 나와서 동성 간의 성행위를 하는 포르노그래피의 총칭이다. 이 포르노그래피는 DVD나 영화로도 제작되는 경우도 있고 대부분 인터넷으로 유포된다.

## 같이 보기
- 장미 (장르)
- 외설 문학
- 포지션 (성행위)
- 성 산업